# Amalie Münster
Amalie Münster, född 1767, död 1814, var en dansk hovmästarinna, översättare och poet. 
Hon var dotter till Engelbert Friherre Ompteda til Morsum och Cathrine Charlotte von der Horst, överhovmästarinna hos Caroline Mathilde av Storbritannien i Celle, och gifte sig 1787 med den tysk-danske riksgreven Georg Werner August av Münster-Meinhøvel (1751–1801). Hon växte upp i Bremen och företog många resor under vilka hon blev bekant med Tysklands konstelit, som Goethe, Herder, Stolberg, Jacobi, Reinhold och Halem: hon brevväxlade med Halem och blev hans musa. Hon var hovmästarinna hos Juliane Sophia av Danmark och Louise Charlotta av Danmark 1805–1809 och, från 1810, hos Caroline av Danmark. Hon var en ledande personlighet vid hovet och umgicks med Baggesen och Oehlenschläger, vars dikter hon översatte. Hon utgav 1796 sina egna dikter, "Amaliens poetische Versuche".